# Æresvagt
En æresvagt er en ceremoniel enhed, som regel af militær art, der består af frivillige, som er nøje undersøgt for deres fysiske evner og fingerfærdighed. Kun de personer, der er meget motiverede og udviser usædvanligt høje standarder for udseende og adfærd, og viser evne til ceremonielle tjenester kommer i betragtning.
Den primære rolle for æresvagter er at udvise den sidste ære ved begravelser for faldne kammerater og at bevogte nationale monumenter. En æresvagt kan også tjene som fanevagt ved at fremvise og eskortere det nationale flag ved officielle lejligheder og ved officielle statslige funktioner. Endelig leverer æresvagter normalt afdelinger til defilering ved besøg af statsoverhoveder.
| Militær | Spire Denne artikel om militær er en spire som bør udbygges. Du er velkommen til at hjælpe Wikipedia ved at udvide den. |